# Дзулиани, Мауро
Мауро Дзулиани (итал. Mauro Carlo Zuliani; род. 23 июля 1959, Милан) — итальянский спринтер, специализировавшийся в беге на 400 метров, бронзовый призёр летних Олимпийских игр 1980 года в Москве, участник двух Олимпиад.

## Карьера
На Олимпиаде в Москве Дзулиани выступал в беге на 400 метров и эстафете 4×400 метров. В первой дисциплине он выбыл из борьбы за награды на стадии предварительных забегов, а во второй сборная Италии заняла третье место с результатом 3.04,54 с, пропустив вперёд команды СССР и ГДР.
Через четыре года в Лос-Анджелесе Дзулиани выступал в эстафете 4×400 м. На этих соревнованиях итальянцы не смогли пробиться в финал соревнований.